# 漁港路 (前鎮區)
漁港路（Yugang Rd.）為高雄市前鎮區的重要道路，起點為新生路口（續接漁港北三路往高雄港），終點為翠亨北/南路口。自2015年國道一號高雄端延伸路段建成後，漁港路成為高速公路高架橋下的平面道路。

## 行經行政區域
- 前鎮區

## 沿線設施
（由北至南）
- 中山高速公路373B 高雄端
- 草衙聖安宮
- 高雄市立前鎮國民中學（新衙路17號）
- 高雄銀行草衙分行（漁港路52號）
- 台灣中油加油加氣站漁港路站（漁港路2號）

## 公共自行車
- 高雄市公共自行車租賃系統：
  - 翠亨北漁港路口：翠亨北路/漁港路(西北側)
  - 漁港草衙二路口：草衙二路517號(旁)
  - 漁港德昌路口：德昌路/漁港路(西北側)